# Betty Edwards
Betty Edwards, née à San Francisco en Californie en 1926, est une professeure d'art et auteur américain.
Betty Edwards est connue pour son livre sorti en 1979, Dessiner grâce au cerveau droit (Drawing on the Right Side of the Brain).
Ce livre traite des capacités particulières du côté droit du cerveau pour appréhender les images de manière globale.

## Biographie
Betty Edwards utilise les résultats de recherche sur le cerveau comme un principe organisateur de son système d'apprentissage du dessin.
Notamment les recherches sur la latéralisation des fonctions cérébrale (les deux hémisphères du cerveau ont des fonctions différentes).
Elle propose des exercices qui s'appuient sur les capacités créatives du côté droit du cerveau.
Elle a enseigné et fait des recherches à l'Université d'État de Californie, Long Beach jusqu'à sa retraite en fin des années 1990. Tandis que là, elle a fondé le Centre pour les applications pédagogiques de l'hémisphère du cerveau de recherche.
Elle a obtenu un baccalauréat en Art de l'Université de Californie, Los Angeles (UCLA, 1947), une maîtrise de l'art de la California State University, Northridge, et un doctorat en art, éducation et psychologie de l'UCLA (1978).
Les principales publications de Betty Edwards : 
Drawing on the Right Side of the Brain, 1979 (révisé and réimprimé en 1989, 1999 et 2012), Penguin Putnam; Drawing on the Artist Within, 1986, Simon & Schuster; Drawing on the Right Side of the Brain Workbook, 1998, Penguin Putnam; and Color: Mastering the Art of Mixing Colors, 2004, Penguin Putnam.
Drawing on the Right Side of the Brain, ce livre est utilisé, dans le monde entier, comme norme dans les écoles d'art. Il a été traduit et publié dans de nombreuses langues étrangères, dont le français, espagnol, allemand, polonais, hongrois et japonais. Son entreprise, s'appuyant sur le côté droit du cerveau, développe des outils de tirage spéciaux, les matériaux, et des vidéos pour aider les individus à apprendre à dessiner.
Artiste et peintre, elle a enseigné au niveau secondaire dans des écoles publiques du district de Los Angeles(Venise High School), puis dans un collège communautaire, et de 1978 jusqu'à sa retraite en 1991, dans le département d'art à la California State University, Long Beach.
Toute son activité d'enseignante a été consacré à l'art: dessin, peinture, histoire de l'art, la formation d'art-enseignant, et la théorie des couleurs. En plus d'enseigner des ateliers de dessin à travers le monde, elle a également fait du conseil en entreprise dans de grandes sociétés nationales et internationales pour améliorer la résolution créative de problèmes.
Betty Edwards a un fils et une fille, et deux petites-filles. Ses autres intérêts que le dessin et l'art en général comprennent le jardinage, la cuisine, et la lecture. Elle vit près de San Diego, en Californie.